# Britta Siebert

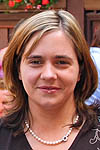
Britta Siebert

Britta Siebert (* 5. Juni 1975 in Braunschweig) ist eine deutsche Politikerin (CDU), die von 2003 bis 2008 Mitglied des niedersächsischen Landtags war.
Während der 15. Wahlperiode vertrat sie als direkt gewählte Abgeordnete den Wahlkreis 12 (Wolfenbüttel). Sie war zu diesem Zeitpunkt mit 27 Jahren die jüngste Abgeordnete des niedersächsischen Landtages.
Innerhalb der CDU-Landtagsfraktion war sie Vorsitzende der Jungen Gruppe und jugendpolitische Sprecherin. Sie gehörte zudem 2004 der Bundesversammlung an, die im Mai 2004 den Bundespräsidenten Horst Köhler wählte.
Britta Siebert war während ihrer Zeit als niedersächsische Landtagsabgeordnete Mitglied des Ausschusses für Soziales, Familie und Frauen sowie Mitglied des Ausschusses für Wissenschaft und Kultur. Sie war bis zu dessen Auflösung Mitglied im Kuratorium der Landeszentrale für politische Bildung des Landes Niedersachsen.
Im Februar 2007 verlor Siebert eine CDU-interne Abstimmung um eine Direktkandidatur in ihrem Wahlkreis Wolfenbüttel-Nord gegen Frank Oesterhelweg. Sie schied damit zum Ende der 15. Wahlperiode Anfang 2008 aus dem Landtag aus.
Seit dem Sommer 2008 arbeitet sie als Lehrerin an der Grundschule Karlstraße in Wolfenbüttel. Seit dem Sommer 2011 war sie dort als Konrektorin tätig, inzwischen ist sie Schulleiterin.
Von 1994 bis 2000 war Britta Siebert Kreisvorsitzende der Jungen Union Wolfenbüttel und von 1996 bis 2004 Mitglied im Landesvorstand der Jungen Union Niedersachsen.
Von 1996 bis 2011 war sie Kreistagsabgeordnete im Landkreis Wolfenbüttel. Am Ende der Wahlperiode des Kreistages im Jahr 2006 war sie von 2005 bis 2006 dort Vorsitzende des Jugendhilfeausschusses in Wolfenbüttel. In der darauf folgenden Wahlperiode war sie stellvertretende Vorsitzende des Jugendhilfeausschusses, dem Peter Oberländer (SPD) vorsaß. Von 2001 bis 2011 engagierte sich Britta Siebert als Mitglied im Ortsrat Wolfenbüttel-Linden.
Von 2005 bis 2008 war sie außerdem im Landesvorstand der Frauen Union Niedersachsen als Beisitzerin vertreten.